# Conjunto Habitacional IAPI da Penha

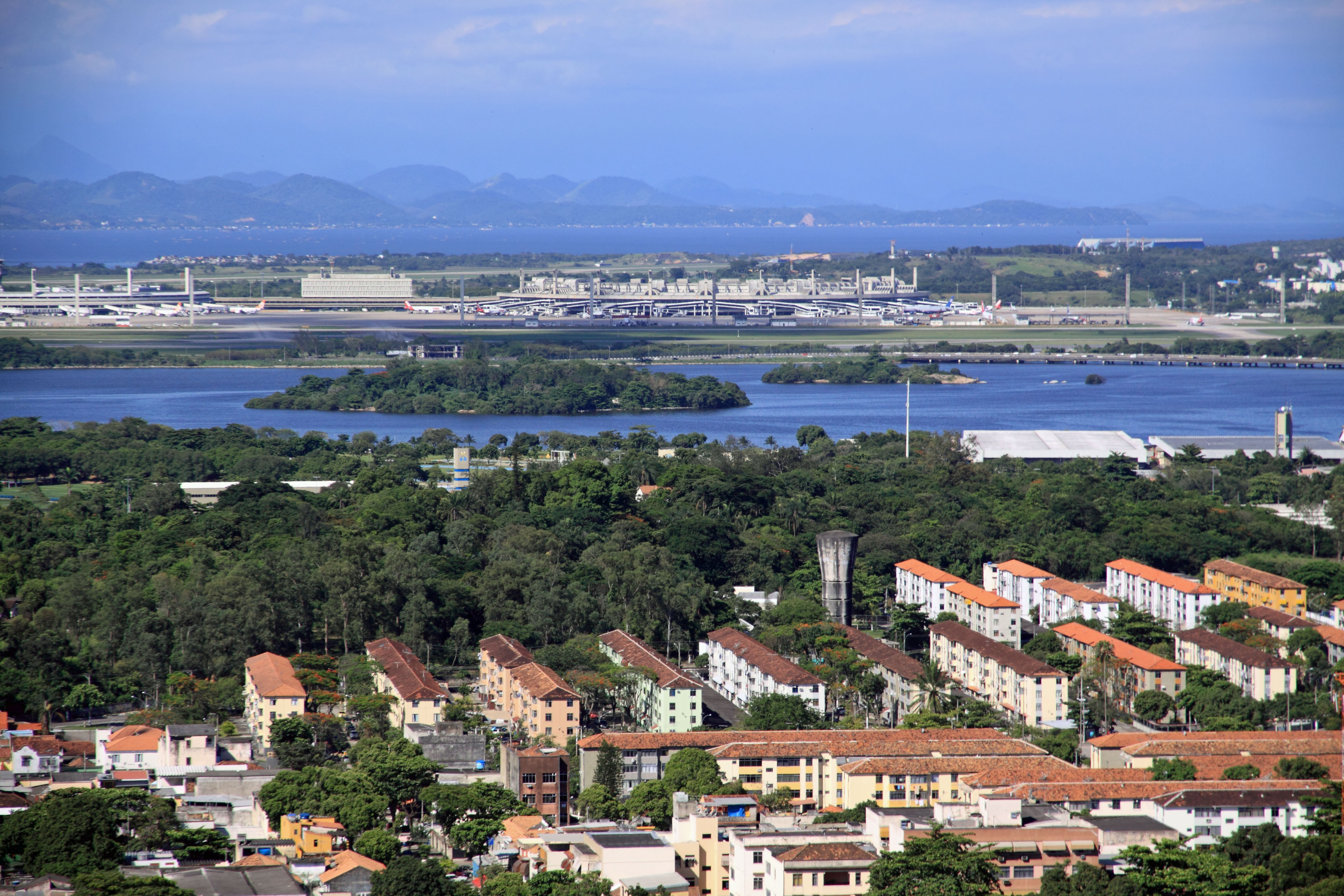
Vista do alto do conjunto habitacional, ao fundo a Fazendinha da Penha

O Conjunto IAPI da Penha é uma área urbana planejada, predominantemente residencial, de arquitetura modernista, localizada na cidade brasileira do Rio de Janeiro, capital do estado do Rio de Janeiro.
Embora seja tratado popularmente como "bairro", não é reconhecido por lei como tal, encontrando-se inserido dentro do bairro da Penha. Constitui, no entanto, área de interesse cultural para a cidade de Rio de Janeiro, por seu valor arquitetônico e histórico.

## Características
O Conjunto IAPI da Penha foi inicialmente projetado pelos arquitetos Marcelo e Milton Roberto, em plena era Getúlio Vargas, pelo Instituto de Aposentadorias e Pensões dos Industriários, com a finalidade de proporcionar habitação financiada a longo prazo aos seus segurados, numa época que a previdência social era descentralizada. Entre o projeto e o início da construção do conjunto passaram-se sete anos, durante os quais foi constituído o corpo técnico do Instituto, que viria a fazer algumas alterações ao projeto inicial. À época do início da sua construção, a estratégia de produção habitacional do IAPI alterara-se das concepções individuais, para os projetos coletivos dos técnicos de carreira estatal. O empreendimento constituiu-se como projeto-modelo para outras realizações que se seguiram, resultante da experiência acumulada na construção de vários outros empreendimentos habitacionais e outras atividades. O Conjunto Habitacional da Penha viria a ser um dos bairros mais bem sucedidos do IAPI.
O conjunto compunha-se originalmente de 1.236 apartamentos, distribuídos por 41 edifícios, estimando albergar uma população de aproximadamente dez mil habitantes, destinando-se sobretudo a trabalhadores de unidades industriais do próprio bairro, assim como de outras regiões do Rio de Janeiro. O complexo foi inserido em um "canto" da zona urbanizada do bairro da Penha, adjacente à área de proteção ambiental da Fazendinha da Penha, e nas imediações da antiga ferrovia “Leopoldina Railway” e da Avenida Brasil, dois importantes eixos de circulação viária da cidade.
Na construção do conjunto foi adotada uma malha viária própria, constituída por vinte arruamentos, organizada com base nos conceitos modernistas de composição de unidades de vizinhança independentes, composta por blocos de apartamentos afastados entre si por extensos gramados, destinados à utilização pública, interligados por um sistema básico de ruas largas. O conjunto compunha-se ainda de uma escola, um ginásio, e uma ampla praça central.
No conjunto foi adotada somente a tipologia de blocos de apartamentos em fita, com 35 edifícios de quatro pavimentos e seis blocos de três pavimentos. A diferenciação entre conjunto e bairro reforçou-se com a homogeneidade volumétrica e tipológica. Cada duas unidades de blocos era servida por uma caixa de escada comum, contando todas as unidades com fachada de frente e fundos. As áreas dos apartamentos variavam aproximadamente entre 60, 65 e 72 metros quadrados, compondo-se de sala, três quartos, cozinha, banheiro, varanda e área de serviço.
O conjunto foi construído entre 1947 e 1949, compondo-se na sua versão final de 1.248 unidades de apartamentos em 44 blocos.
A ampla praça central do projeto tomou o nome de Praça Santa Emiliana, sendo também conhecida como Praça do IAPI da Penha, contando com uma pista perimetral de 442m de extensão sinalizada. Conta atualmente com uma quadra de futsal e handebol, uma quadra de basquete, mini rampa de skate, academia da terceira idade e outros equipamentos esportivos.
A escola é a atual Escola Municipal Presidente Eurico Dutra, destinada ao ensino fundamental diurno e do município do Rio de Janeiro, sendo à noite cedida para o ensino médio e do Governo do Estado do Rio de Janeiro, com o nome de Colégio Estadual República de Angola. O complexo inclui ainda a Vila Olímpica GREIP da Penha,  um posto de saúde, e uma unidade da Nave do Conhecimento, dispondo de biblioteca, cinema ao ar livre e palestras com temas diversos.
O conjunto constitui-se hoje como uma espécie de oásis na região, que ao longo dos últimos cinquenta anos tem perdido importância com a expansão dos complexos de favelas da Penha e do Alemão. Embora com alguns reflexos dessa decadência, esse efeito tem sido menos sentido no bairro.